# Aranytíz Kultúrház

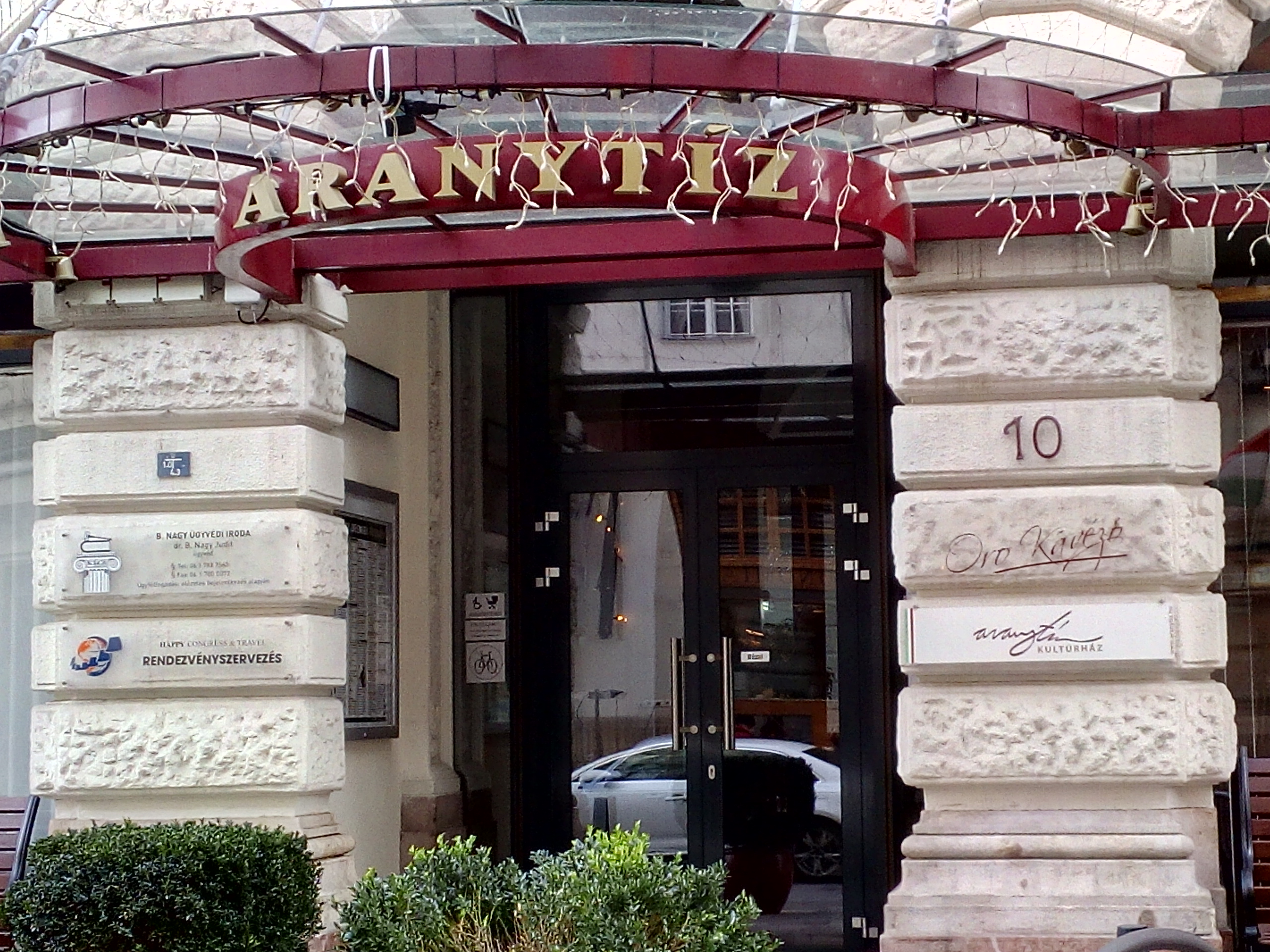
Az Aranytíz Kultúrház bejárata

Az Aranytíz Kultúrház egy kulturális központ Budapest ötödik kerületében. Nevét székhelyéről, az Arany János utca 10-ről kapta.

## Története
Az Aranytíz Kultúrház elődjét 1959-ben alapították (Kelli László Úttörőház).  
A rendszerváltással együtt arculata is megújult, a gyermek és ifjúsági programokon kívül civil szervezetek is otthont kaptak a házban, 2003-ban pedig magát az épületet is fölújították. 

## Kulturális kínálat
Jelenleg az érdeklődők színházi, komoly- és könnyűzenei (Beat Klub, Illés Klub, Tabulatúra Historikus Táncház, komolyzenei koncertsorozatok, ír táncház), magyar népi kultúrával kapcsolatos rendezvények (Magyar Táncház, Gyermek Táncház, néptáncoktatás, Berecz András estek), valamint gyermekprogramok és kiállítások közül is csemegézhetnek. Ezen kívül tánctanfolyamok, edzések, klubok várják az idelátogatókat. 
A ház kínálatát színesíti az Aranytíz Musical Stúdió, az Aranytíz Néptáncegyüttes, a Komlósi Oktatási Stúdió, a Polifilm Filmes iskola és a Werk Akadémia is.

## Külső hivatkozások
Az Aranytíz Kultúrház honlapja